# Asociación Deportiva Colegio Nacional Iquitos
L'Asociación Deportiva Colegio Nacional Iquitos (abbreviato CNI) è una società calcistica peruviana con sede nella città di Iquitos. Milita nella Copa Perú, la terza serie del campionato peruviano di calcio. Disputa le sue partite interne presso lo stadio Max Augustín.

## Storia
L'Asociación Deportiva Colegio Nacional Iquitos è stata fondata il 20 maggio 1926.
Per 19 anni, tra il 1973 ed il 1992 militò ininterrottamente nella massima serie peruviana, ottenendo il suo miglior risultato nel 1977: quell'anno la squadra si piazzò al primo posto nel Campeonato Descentralizado, ovverosia la prima parte del torneo, nel raggruppamento "esterno" alla città di Lima. Nella liguilla finale per l'assegnazione del titolo, però, la squadra non riuscì a mantenere la testa della classifica e si piazzò quarta.
Nel 2008 ottenne il sospirato ritorno nella massima serie, ottenendo il secondo posto finale nella Copa Perú di quell'anno.

## Palmarès

### Competizioni regionali
- Lega dipartimentale di Loreto: 15

1966, 1967, 1968, 1969, 1970, 1972, 1996, 1997, 1998, 2001, 2002, 2005, 2006, 2008, 2014

### Altri piazzamenti
- Campionato peruviano:

Terzo posto: 1984

## Organico

### Rosa 2011
| N. |                      | Ruolo | Calciatore            |
| -- | -------------------- | ----- | --------------------- |
| 1  | Perù (bandiera)      | P     | Jesús Cisneros        |
| 2  | Perù (bandiera)      | D     | Miguel Huertas        |
| 3  | Perù (bandiera)      | D     | José Zamora Gonzales  |
| 4  | Perù (bandiera)      | D     | Michael Grandez       |
| 5  | Perù (bandiera)      | D     | Marcelo Zamora        |
| 6  | Perù (bandiera)      | C     | Hugo Castillo         |
| 7  | Uruguay (bandiera)   | A     | Ángel País            |
| 8  | Perù (bandiera)      | C     | Adderli Campos        |
| 9  | Argentina (bandiera) | A     | Muriel Orlando        |
| 10 | Perù (bandiera)      | C     | Carlos Barrena        |
| 11 | Perù (bandiera)      | A     | Diego Pizarro         |
| 12 | Perù (bandiera)      | P     | Walter Oliveira       |
| 14 | Perù (bandiera)      | C     | Ryan Salazar          |
| 16 | Perù (bandiera)      | C     | Percy Moreyra         |
| 17 | Perù (bandiera)      | A     | Nicolás Celis         |
| 18 | Perù (bandiera)      | D     | Kike Rodríguez        |
| 19 | Perù (bandiera)      | D     | Luis Daniel Hernández |
| 20 | Perù (bandiera)      | C     | Wilmer Carrillo       |

| N. |                      | Ruolo | Calciatore        |
| -- | -------------------- | ----- | ----------------- |
| 21 | Perù (bandiera)      | P     | Fernando Bermúdez |
| 22 | Perù (bandiera)      | D     | Mauricio Rebaza   |
| 24 | Perù (bandiera)      | D     | José Sigüeñas     |
| 25 | Perù (bandiera)      | C     | Jhoys Nogueira    |
| 26 | Perù (bandiera)      | A     | Jhonny Olórtegui  |
| 27 | Perù (bandiera)      | C     | Luis Portilla     |
| 28 | Argentina (bandiera) | C     | Pablo Cortizo     |
|    | Perù (bandiera)      | D     | Pedro Flores      |
|    | Perù (bandiera)      | D     | Frank Díaz        |
|    | Perù (bandiera)      | D     | Jean Sibina       |
|    | Perù (bandiera)      | D     | Pedro Tello       |
|    | Perù (bandiera)      | D     | William Cruz      |
|    | Perù (bandiera)      | D     | Carlos Urquizo    |
|    | Perù (bandiera)      | C     | Max Del Águila    |
|    | Perù (bandiera)      | C     | Irwin Álvarez     |
|    | Perù (bandiera)      | A     | Harry Rojas       |
|    | Perù (bandiera)      | A     | Julius Rengifo    |
|    | Argentina (bandiera) | C     | Carlos Beltrán    |